# Effectieve rente
De effectieve rente is de interne-opbrengstvoet op jaarbasis bij sparen en lenen, dit is de disconteringsvoet waarbij de contante waarde van de baten gelijk is aan die van de lasten, of anders gezegd, waarbij de netto contante waarde van de geldstromen (die ook de flux worden genoemd) nul is.
Het storten van een kapitaal en na verloop van tijd opnemen van het door continue rentebijschrijving aangegroeide kapitaal levert een effectieve rente gelijk aan de daadwerkelijke rentevoet.
De effectieve rente kan verschillen van de nominale rente, doordat bij een financieel product de rente op een ander tijdstip wordt betaald (of rentedragend wordt) dan na een jaar, en doordat kosten in rekening worden gebracht.
De effectieve rente is een goede manier om verschillende financiële producten (leningen, spaarrekeningen) met elkaar te vergelijken. Het probleem daarbij is wel dat veel mensen de effectieve rente niet zelf kunnen uitrekenen. Bij leningen vermelden de uitleners daarom doorgaans de effectieve rente.
In het kader van kredietovereenkomsten voor consumenten is in de EU de officiële term jaarlijks kostenpercentage (JKP). Dit moet in deze overeenkomsten vermeld worden. Bij een lening voor een eigen huis wordt het voordeel van de renteaftrek niet in het JKP verwerkt.

## Voorbeelden
Ter illustratie enkele voorbeelden. 
1. Als ik € 1000,– leen tegen een nominale jaarrente van 6%, maar ik spreek af dat die rente maandelijks voor een twaalfde deel verrekend wordt, is de rente effectief dus hoger dan 6%. Die 6% zou immers inhouden dat ik aan het eind van het jaar € 60,– verschuldigd ben, maar nu ben ik een deel al eerder aan de bank verschuldigd.
De effectieve-rentevoet kan berekend worden door pas aan het eind van het jaar een betaling aan de bank te doen en de maandelijks verschuldigde bedragen erbij te lenen tegen dezelfde condities. Na de eerste maand is het geleende bedrag al met € 5,– verhoogd (1/12 van 6% van € 1000,–) tot € 1005,–. Na de tweede maand komt daar weer 0,5% van € 1005,– bij, enzovoort. Aan het eind van het jaar is de schuld opgelopen tot € 1061,68. De effectieve rente is dus 6,168%.
2. Stel dat de bank voor het afsluiten van dezelfde lening ook nog eens € 10,– afsluitkosten rekent. Ik leen weliswaar € 1000,– maar ik krijg maar € 990,– in handen. Als ik na één jaar in één keer alles aflos, komen deze voorwaarden overeen met een lening van € 990,– en te betalen rente plus extra aflossing van  € 61,68 + € 10,– , wat overeenkomt met een effectieve-rentevoet van 7,24%.

## Effectieve rente uit nominale rente
De effectieve rente bij een gegeven nominale rente en een gegeven  aantal perioden waarover de renteverrekening verdeeld wordt (zie ook samengestelde interest) is:
{\displaystyle r_{\mathrm {eff} }=\left(1+{\frac {r_{\mathrm {nom} }}{n}}\right)^{n}-1}
Hierin is reff de effectieve rente (als fractie, in het voorbeeld 0,06168), rnom de nominale rente (in het voorbeeld 0,06), en n het aantal verrekeningsmomenten per jaar (in het voorbeeld 12). De formule houdt geen rekening met transactiekosten.
De effectieve-rentevoet zal toenemen met het aantal deelperioden. Er is echter een grens aan de toename. Bij een zeer groot aantal deelperioden. of eigenlijk in de limiet naar een oneindig aantal deelperioden geldt:
{\displaystyle r_{\mathrm {eff} }=\mathrm {e} ^{r_{\mathrm {nom} }}-1}
Daarin is e = 2,718… een wiskundige constante.
Bij een nominale rente van 6% geeft dit een effectieve rente van 6,1837%. De rente stroomt dan continu naar het kapitaal met een momentane "stroomsnelheid" per jaar van 6% van het kapitaal, of anders gezegd, de relatieve groeisnelheid van het kapitaal is continu 6% per jaar. Dagelijkse rentebijschrijving geeft vrijwel dezelfde effectieve rente, 6,1831%.

## Numerieke waarden
Bij maandelijkse rentebetaling is het verschil tussen de effectieve rente en de nominale rente in eerste benadering (de eerstvolgende term in het binomium van Newton) 5,5 maanden rente over de rente, bijvoorbeeld bij een nominale rente van 4% is dit  11/24 maal 0,16%, dit is 22/300%, dus ongeveer 0,07%. De effectieve rente is dus ongeveer 4,07%. Het verschil loopt bij oplopende rente kwadratisch op, waardoor het bij 6% al meer dan tweemaal zoveel is, zie boven.
De bovengenoemde 5,5 maanden is het verschil tussen 6 maanden (gemiddelde uitstel van rentebetaling bij betaling per jaar achteraf, vergeleken met continu rente betalen) en 0,5  maanden (gemiddelde uitstel van rentebetaling bij betaling per maand achteraf, vergeleken met continu rente betalen), of anders berekend: het gemiddelde uitstel van rentebetaling bij betaling per jaar achteraf, vergeleken met rentebetaling per maand achteraf, namelijk het gemiddelde van 11, 10, .. , 0 maanden.
Vanaf 10% is de fout in deze benadering groter dan een basispunt.
| Nominale jaarrente (%) | Effectieve jaarrente (%) |
| ---------------------- | ------------------------ |
| 1                      | 1,00                     |
| 2                      | 2,02                     |
| 3                      | 3,04                     |
| 4                      | 4,07                     |
| 5                      | 5,12                     |
| 6                      | 6,17                     |

## Effectieve rente bij transactiekosten
In het tweede voorbeeld zagen we dat transactiekosten gezien kunnen worden als een extra rentebetaling, en dat die de effectieve rente hoger maakt.
De effectieve rente is de disconteringsvoet d waarbij S nul is, met:
{\displaystyle S=\sum _{k=1}^{n}A_{k}(1+d)^{-t_{k}}}
waarbij:
- S is het saldo van de contante waarden van wat de lener betaalt, waarbij een ontvangen bedrag wordt beschouwd als de betaling van een negatief bedrag
- n is het aantal betalingen
- Ak is de betaling (positief als de lener een bedrag betaalt en negatief als de lener een bedrag ontvangt) met volgnummer k
- tk is het interval, uitgedrukt in jaren en gedeelten daarvan, tussen de datum van de eerste betaling en de datum van betaling k ({\displaystyle t_{1}} is dus nul)

De bedragen Ak worden ook wel de flux genoemd. S is dan de contante waarde van de flux. Als deze nul is wordt dit ook uitgedrukt als "de flux is gelijkwaardig".
Er is in het algemeen geen expliciete formule voor de effectieve rente, deze wordt dan bepaald door het numeriek oplossen van de vergelijking S = 0, dus
{\displaystyle \sum _{k=1}^{n}A_{k}(1+d)^{-t_{k}}=0}
met d als onbekende.
Gelijkwaardig is de vergelijking
{\displaystyle \sum _{k=1}^{n}A_{k}(1+d)^{t_{n}-t_{k}}=0}
met niet-negatieve exponenten, en 
{\displaystyle \sum _{k=1}^{n}A_{k}g^{t_{n}-t_{k}}=0}
met groeifactor g = 1 + p > 0.
Een eenvoudige manier om de vergelijking semi-automatisch numeriek op te lossen is het in een spreadsheet berekenen van S voor een lijst van oplopende waarden van d, en dan te kijken waar S van teken wisselt. Als bijvoorbeeld voor d drie decimalen gewenst zijn (één decimaal voor het aantal procenten), dan kan men voor d de waarden 0,0005, 0,0015, 0,0025. .., 0,1995 nemen (althans zo'n lijst waarden rondom de verwachte waarde van de effectieve rente). Als S dan bijvoorbeeld positief is voor d = 0,0725 en negatief voor d = 0,0735, dan ligt de effectieve rente daartussen, en is deze afgerond 0,073 (7,3%).
Ook is soms een oplosser / solver module beschikbaar.
Als kosten een percentage van de hoofdsom zijn verhogen deze de effectieve rente meer bij een korte dan bij een lange looptijd. Als er een vast bedrag aan kosten is bij een lening, verhogen deze de effectieve rente ook meer bij een kleine dan bij een grote lening.

## Speciale gevallen
Als opeenvolgende betalingen een jaar na elkaar zijn wordt de vergelijking
{\displaystyle \sum _{k=1}^{n}A_{k}g^{n-k}=0}
Voor n = 3 wordt dit de vierkantsvergelijking
{\displaystyle A_{1}g^{2}+A_{2}g+A_{3}=0}
met potentiële oplossingen
{\displaystyle g_{1,2}={\frac {-A_{2}\pm {\sqrt {A_{2}^{2}-4A_{1}A_{3}}}}{2A_{1}}}}
Als {\displaystyle A_{1}} en {\displaystyle A_{3}} tegengestelde tekens hebben geeft dit met g > 0 één oplossing. Bij een lening die in twee termijnen wordt afgelost ({\displaystyle A_{1}<0}, {\displaystyle A_{2},A_{3}>0}) is deze
{\displaystyle g={\frac {A_{2}+{\sqrt {A_{2}^{2}-4A_{1}A_{3}}}}{-2A_{1}}}}
In sommige andere gevallen (met in één periode een tegoed en in de andere een schuld) is er geen oplossing of zijn er twee, zie de voorbeelden in Interne-opbrengstvoet. Bij een spaar/leenschema waarbij het saldo een deel van de tijd positief en een deel van de tijd negatief is, is het op basis van stortingen en opnamen uitrekenen van het effectieve rentepercentage ook minder nuttig, omdat niet eenduidig een hoog of juist een laag percentage gunstig is.
Als iemand bijvoorbeeld netto (dit is na aftrek van kosten) € 210 leent en in twee termijnen van € 121 aflost, dan is g = 1,1, en de JKP is 10%. Dit is gemakkelijk te controleren: de contante waarden van de termijnbedragen zijn daarbij € 110 en € 100, samen € 210.
Ook voor n = 4 en n = 5 zijn er expliciete formules voor de oplossingen, zie de formule van Cardano en vierdegraadsvergelijking. Aparte formules gebruiken voor specifieke aantallen termijnen is overigens in veel gevallen minder gemakkelijk dan het gebruiken van een algemene methode van numeriek oplossen.
De algemene vergelijking kan ook vereenvoudigd worden als de termijnbedragen gelijk zijn en de periodes ertussen ook. Dit is meestal het geval want doorgaans moet er maandelijks worden terugbetaald. In dat geval kunnen de sommaties weggewerkt worden met de formule voor de som van een meetkundige rij. Dit leidt echter meestal niet tot een expliciete formule voor de effectieve rente.